# Moserspitz
Moserspitz (2230 m n. m.) je hora v Rottenmannských Taurách na území rakouské spolkové země Štýrsko. Nachází se v hřebeni vybíhajícím od hory Grosser Bösenstein (2448 m) směrem na severozápad. Na východě sousedí s vrcholem Hochhaide (2363 m) a na severozápadě s vrcholem Diewaldgupf (2125 m). Vrchol Hochhaide je oddělen sedlem Bachsprengscharte (2140 m), vrchol Diewaldgupf sedlem Steinkarscharte (2039 m). Jižní svahy hory klesají do doliny Mosergraben a severní do doliny Bachspreng.

## Přístup
- po značené turistické cestě č. 944 od chaty Rottenmanner Hütte
- po značené turistické cestě č. 944 od chaty Edelrautehütte